# Elisabeth Greiderer
Elisabeth Greiderer (* 12. Juni 1960 in Kufstein) ist eine österreichische Politikerin (ÖVP). Sie ist seit 2008 Mitglied des Österreichischen Bundesrates.

## Ausbildung und Beruf
Elisabeth Greiderer besuchte von 1966 bis 1970 die Volksschule in Kufstein und wechselte danach an das örtliche Bundesrealgymnasium, wo sie 1978 maturierte. Von 1978 bis 1979 absolvierte sie den HTL-Maschinenbau Abiturienten-Kurs Jenbach und Innsbruck und legte 1979 die Gastgewerbekonzessionsprüfung ab. Zudem absolvierte sie zwischen 1979 und 1981 die Fahrschullehrerprüfung für verschiedene Fahrzeugtypen. 
Greiderer arbeitete zwischen 1979 und 1986 im elterlichen Betrieb (Hotel Andreas Hofer und Fahrschule Sappl) in Kufstein als Hotelsekretärin und Buchhalterin. Sie war zudem Fahrschulsekretärin und Fahrschullehrerin. Von 1986 bis 1988 war sie in Karenz und ist seit 1988 selbstständige Fahrschulinhaberin und -leiterin, nachdem sie die Fahrschule Bergmeister in Lienz übernommen hatte. 

## Politik
Elisabeth Greiderer trat 1988 dem Wirtschaftsbund bei und engagierte sich in der Wirtschaftspolitik. Sie wurde im Jänner 2003 zur Bezirksobfrau von "Frau in der Wirtschaft - WB" gewählt und wurde dadurch Mitglied im Bezirksparteivorstand. Seit Mai 2003 ist sie zudem Bezirksvorsitzende der ARGE "Frau in der Wirtschaft" der Wirtschaftskammer und seit 2005 Fachvertreterin im Fachverband der Kraftfahrschulen in der Wirtschaftskammer Tirol. 
Seit April 2004 gehört Greiderer dem Lienzer Gemeinderat an, im Juni 2005 übernahm sie zudem von Helga Machne die Führungen der Stadtgruppe der VP-Frauenorganisation. Im Oktober 2007 wurde sie zur Bezirksvorsitzenden der Tiroler Frauen gewählt. Im Oktober 2018 folgte ihr Elisabeth Mattersberger in dieser Funktion nach.
Im Vorfeld der Landtagswahl 2003 wurde Greiderer vom Wirtschaftsbund für die Landtagswahl nominiert. Sie erhielt einen Platz auf dem Kreiswahlvorschlag Lienz und zog am 21. Oktober 2003 in den Landtag ein. Sie war Mitglied in den Ausschüssen Arbeit, Soziales und Gesundheit sowie Föderalismus und Europäische Integration.
Seit 1. Juli 2008 ist Greiderer Mitglied des Österreichischen Bundesrates.

## Privates
Elisabeth Greiderer wurde als erstes von fünf Kindern der Unternehmerfamilie Sappl geboren. 1983 heiratete sie und nahm den Familiennamen Greiderer an. Im Jahr 1986 wurde ihre Tochter geboren. Greiderer übersiedelte 1991 mit ihrer Familie nach Lienz.